# Stockholms bildningscirkel
Stockholms bildningscirkel - Sveriges första bildningscirkel skapades 1845 efter Henry Peter Broughams mönster eller efter tysk förebild av skräddarmästarna Olof Renhult, född 1811 och Sven Trägårdh, samt provinsialläkaren Johan Ellmin.

## Inriktning
Dess inriktning har sammanfattas i följande punkter av dåvarande ledaren O.E. Borg: 
- Den populärt vetenskapliga.
- Den musikaliska - "åsyftande känslans lyftning och förädling, ingående växlande och livande emellan de olika föredragen. Sången utföres av Bildnings-Cirkelns ledamöter och undervisning meddelas den såväl i kvartettsång som tonträffning."
- Den patriarkaliska.  [förtydliga]
- Den ekonomiska.

## Bilder

Porträtt av grundarna
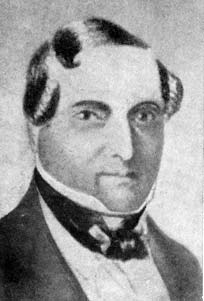
Läkaren Johan Ellmin, f. 1797
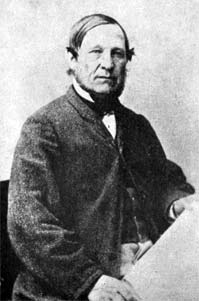
Skräddaregesällen Olof Renhult, f. 1811
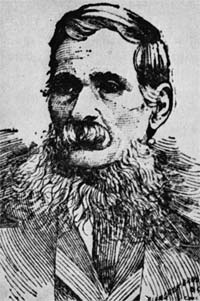
Skräddaregesällen Sven Trägård, f. 1812